# ATP Challenger Nouméa
Das ATP Challenger Nouméa (offizieller Name BNC Tennis Open) ist ein seit 2003 stattfindendes Tennisturnier in Nouméa, Neukaledonien. Es ist Teil der ATP Challenger Tour und wird im Freien auf Hartplatz ausgetragen.

## Siegerliste
Rekordsieger des Turniers ist Adrian Mannarino im Einzel mit drei Siegen. Im Doppel gewannen Stephen Huss, Austin Krajicek und Édouard Roger-Vasselin jeweils zweimal.

### Einzel
| Jahr                         | Sieger               | Finalgegner       | Ergebnis          |
| ---------------------------- | -------------------- | ----------------- | ----------------- |
| 2025                         | Shintarō Mochizuki   | Moerani Bouzige   | 6:1, 6:3          |
| 2024                         | Arthur Cazaux        | Enzo Couacaud     | 6:1, 6:1          |
| 2023                         | Raul Brancaccio      | Laurent Lokoli    | 4:6, 7:5, 6:2     |
| 2021–2022: nicht ausgetragen |                      |                   |                   |
| 2020                         | J. J. Wolf           | Yūichi Sugita     | 6:2, 6:2          |
| 2019                         | Mikael Ymer          | Noah Rubin        | 6:3, 6:3          |
| 2018                         | Noah Rubin           | Taylor Fritz      | 7:5, 6:4          |
| 2017                         | Adrian Mannarino (3) | Nikola Milojević  | 6:3, 7:5          |
| 2016                         | Adrian Mannarino (2) | Alejandro Falla   | 5:7, 6:2, 6:2     |
| 2015                         | Steve Darcis         | Adrián Menéndez   | 6:3, 6:2          |
| 2014                         | Alejandro Falla      | Steven Diez       | 6:2, 6:2          |
| 2013                         | Adrian Mannarino (1) | Andrej Martin     | 6:4, 6:3          |
| 2012                         | Jérémy Chardy        | Adrián Menéndez   | 6:4, 6:3          |
| 2011                         | Vincent Millot       | Gilles Müller     | 7:66, 2:6, 6:4    |
| 2010                         | Florian Mayer        | Flavio Cipolla    | 6:3, 6:0          |
| 2009                         | Brendan Evans        | Florian Mayer     | 4:6, 6:3, 6:4     |
| 2008                         | Flavio Cipolla       | Stéphane Bohli    | 6:4, 7:5          |
| 2007                         | Michael Russell      | David Guez        | 6:0, 6:1          |
| 2006                         | Gilles Simon (2)     | Rik De Voest      | 6:2, 5:7, 6:2     |
| 2005                         | Gilles Simon (1)     | Björn Phau        | 6:3, 6:0          |
| 2004                         | nicht ausgetragen    | nicht ausgetragen | nicht ausgetragen |
| 2003                         | Guillermo Cañas      | Todd Reid         | 6:4, 6:3          |

### Doppel
| Jahr                         | Sieger                                      | Finalgegner                            | Ergebnis                      |
| ---------------------------- | ------------------------------------------- | -------------------------------------- | ----------------------------- |
| 2025                         | Colin Sinclair (3) Blake Bayldon            | Ryūki Matsuda Ryōtarō Taguchi          | 6:3, 7:5                      |
| 2024                         | Colin Sinclair (2) Jose Statham (2)         | Toshihide Matsui Calum Puttergill      | 7:5, 6:2                      |
| 2023                         | Colin Sinclair (1) Jose Statham (1)         | Toshihide Matsui Kaito Uesugi          | 6:4, 6:3                      |
| 2021–2022: nicht ausgetragen |                                             |                                        |                               |
| 2020                         | Andrea Pellegrino Mario Vilella Martínez    | Luca Margaroli Andrea Vavassori        | 7:61, 3:6, [12:10]            |
| 2019                         | Dustin Brown Donald Young                   | André Göransson Sem Verbeek            | 7:5, 6:4                      |
| 2018                         | Hugo Nys Tim Pütz                           | Alejandro González Jaume Munar         | 6:2,6:2                       |
| 2017                         | Quentin Halys Tristan Lamasine              | Adrián Menéndez Stefano Napolitano     | 7:69, 6:1                     |
| 2016                         | Julien Benneteau Édouard Roger-Vasselin (2) | Grégoire Barrère Tristan Lamasine      | 7:64, 3:6, [10:5]             |
| 2015                         | Austin Krajicek (2) Tennys Sandgren (2)     | Jarmere Jenkins Bradley Klahn          | 7:62, 6:75, [10:5]            |
| 2014                         | Austin Krajicek (1) Tennys Sandgren (1)     | Ante Pavić Blaž Rola                   | 7:64, 6:3                     |
| 2013                         | Sam Groth Toshihide Matsui                  | Artem Sitak Jose Statham               | 7:66, 1:6, [10:4]             |
| 2012                         | Sanchai Ratiwatana Sonchat Ratiwatana       | Axel Michon Guillaume Rufin            | 6:0, 6:4                      |
| 2011                         | Dominik Meffert Frederik Nielsen            | Flavio Cipolla Simone Vagnozzi         | 7:64, 5:7, [10:5]             |
| 2010                         | Édouard Roger-Vasselin (1) Nicolas Devilder | Flavio Cipolla Simone Vagnozzi         | 5:7, 6:2, [10:6]              |
| 2009                         | wegen Schlechtwetter abgesagt               | wegen Schlechtwetter abgesagt          | wegen Schlechtwetter abgesagt |
| 2008                         | Flavio Cipolla Simone Vagnozzi              | Jan Mertl Martin Slanar                | 6:4, 6:4                      |
| 2007                         | Alex Kuznetsov Phillip Simmonds             | Thierry Ascione Édouard Roger-Vasselin | 7:65, 6:3                     |
| 2006                         | Alex Bogomolow Todd Widom                   | Lars Burgsmüller Denis Gremelmayr      | 3:6, 6:2, [10:6]              |
| 2005                         | Stephen Huss (2) Wesley Moodie              | Jérôme Golmard Harel Levy              | 6:3, 6:0                      |
| 2004                         | nicht ausgetragen                           | nicht ausgetragen                      | nicht ausgetragen             |
| 2003                         | Ashley Fisher Stephen Huss (1)              | Luke Bourgeois Vince Mellino           | 3:6, 6:4, 6:4                 |